# Réactif de Folin
Le réactif de Folin, ou 1,2-naphtoquinone-4-sulfonate de sodium, est un réactif chimique utilisé comme agent de dérivation pour mesurer les niveaux d'amines et d'acides aminés. Le réactif réagit avec eux en solution alcaline pour produire un matériau fluorescent qui peut être facilement détecté.
Il ne doit pas être confondu avec le réactif de Folin-Ciocalteu, utilisé pour détecter les composés phénoliques.
Le réactif de Folin peut être utilisé avec un réactif secondaire acide pour distinguer la MDMA et les composés apparentés de la PMMA et des composés apparentés.
| Substance       | Réaction             |
| --------------- | -------------------- |
| MDMA            | Rose                 |
| MDEA            | Pas de réaction      |
| MDA             | Jaune                |
| BZP             | De l'orange au rouge |
| TFMPP (en)      | Rouge rosé           |
| Méthylone       | Pas de réaction      |
| Méthamphétamine | Rose                 |
| Amphétamine     | Orange clair         |
| PMA             | Jaune clair          |
| PMMA            | Orange clair         |
| Kétamine        | Pas de réaction      |
| Mescaline       | Pas de réaction      |
| Cocaïne         | Pas de réaction      |
| Aspirine        | Pas de réaction      |
| Sucre           | Pas de réaction      |